# Meget
Meget (in russo Мегет?) è un insediamento di tipo urbano della Russia, situato nell'Oblast' di Irkutsk.
L'insediamento si trova sulla Transiberiana a pochi chilometri da Irkutsk ed è piuttosto recente, essendo stato fondato a metà del XX secolo in concomitanza con la costruzione dello stabilimento per la lavorazione del metallo Megetskogo (MZMK).
Il toponimo significa in selkupico flusso.